# Max Heinzer
Max Heinzer, né le 7 août 1987 à Lucerne, est un escrimeur professionnel suisse, spécialiste de l'épée.

## Biographie et carrière
Il commence l'escrime à l'âge de 5 ans ; son frère Michael et sa sœur Martina sont également escrimeurs de haut niveau. Il pratique le fleuret et l'épée jusqu'à l'âge de 17 ans, avant de se cantonner à l'épée.
Médaille de bronze lors des Championnats d'Europe à Sheffield, il est qualifié à titre individuel pour les Jeux olympiques de 2012. En mars 2013, il est numéro un au classement FIE.
À nouveau sélectionné pour les Jeux de 2016 à Rio de Janeiro, Heinzer échoue en quart de finale face à Park Sang-young, futur champion olympique.
Il est nommé porte-drapeau de la délégation suisse aux Jeux olympiques d'été de 2020 à Tokyo avec la sprinteuse Mujinga Kambundji.
Il remporte la médaille d'argent en épée par équipes aux Jeux européens de 2023 à Cracovie, qui font office de Championnats d'Europe pour les épreuves par équipes.

## Club
- Fechtgeslschaft Küssnacht
- Fechtclub Luzern
- Fechtgeselschaft Zürich
- actuel : Société d'escrime de Bâle

## Palmarès
- Championnats du monde d'escrime
  -  Médaille d'argent par équipe en 2017 à Leipzig
  -  Médaille de bronze par équipe en 2015 à Moscou
  -  Médaille de bronze par équipe en 2014 à Kazan
  -  Médaille de bronze par équipe en 2011 à Catane
- Championnats d'Europe d'escrime
  -  Médaille d'or par équipe en 2014 à Strasbourg
  -  Médaille d'or par équipe en 2013 à Zagreb
  -  Médaille d'or par équipe en 2012 à Legnano
  -  Médaille d'argent en individuel en 2016 à Toruń
  -  Médaille d'argent en individuel en 2015 à Montreux
  -  Médaille d'argent par équipe en 2023 (aux Jeux européens) à Cracovie
  -  Médaille d'argent par équipe en 2009 à Plovdiv
  -  Médaille de bronze par équipe en 2015 à Montreux
  -  Médaille de bronze en individuel en 2014 à Strasbourg
  -  Médaille de bronze en individuel en 2012 à Legnano
  -  Médaille de bronze en individuel en 2011 à Sheffield
- Championnats suisses d'escrime
  -  Champion suisse Individuel 2013 à l'épée à Bienne.
  -  Champion suisse par équipes 2013 à l'épée à Bienne.
  -  Champion suisse Individuel 2012 à l'épée à Zug.
  -  Champion suisse par équipes 2011 à l'épée à Bienne.
  -  Champion suisse Individuel 2010 à l'épée à Florimont.
  -  Champion suisse par équipes 2010 à l'épée à Florimont.
  -  Vice-champion suisse par équipes 2012 à l'épée à Zug.
  - 5e en individuel à l'épée aux Championnats suisses d'escrime 2011 à Bienne.
- Grand Prix
  -  : Grand prix d'escrime de Berne 2013.
  -  : Grand prix d'escrime de Berne 2012.
  -  : Grand prix d'escrime de Berne 2011.
  - 5e au Grand Prix Absolute Fencing 2013 à Vancouver.
  - 6e au Challenge Bernadotte 2011 à Stockholm.
  - 6e au Grand Prix du Qatar 2013 à Doha
- Coupe du monde
  -  : Voith cup 2014 Heidenheim
  -  : Glaive de Tallinn 2014
  -  : Trophée Caroccio 2013 à Legnano.
  -  : Glaive de Tallin 2013.
  -  : 1er par équipes au 59.Heidenheimer Pokal à Heidenheim.
  -  : Citade de Lisboa 2013 à Lisbonne.
  -  : Jockey Club Argentino 2012 à Buenos Aires.
  -  : Jockey Club Argentino 2009 à Buenos Aires.
  -  : Copa mondial de Puerto Rico à Caguas.
  - 5e au Jockey Club Argentino 2013 à Buenos Aires.
  - 5e au Challenge Monal 2013 à Paris.
  - 5e par équipes au 60.Heidenheimer Pokal à Heidenheim.
  - 6e au Challenge Monal 2012 à Paris.
  - 6e  au Challenge Australia 2010 à Sydney
  - 6e au Jockey Club Argentino 2008 à Buenos Aires
  - 7e au 59.Heidenheimer Pokal à Heidenheim.
  - 7e à la coupe du monde à Cali.
  - 8e au 56.Heidenheimer Pokal à Heidenheim.
- Tournoi Satellite FIE
  -  : 3e au fleuret individuel à Amsterdam.

## Liens
- Site officiel
- Ressources relatives au sport :   - Confédération européenne d'escrime
  - Fédération internationale d'escrime
  - Munzinger
  - Olympedia
  - Red Bull
- Statistiques de Max Heinzer sur nahouw.net